# Corey Haim
Corey Ian Haim (Toronto, 23 de dezembro de 1971 — Los Angeles - 10 de março de 2010) foi um ator canadense, conhecido por sua carreira como ídolo teen dos anos 1980. Ele estrelou em vários filmes como Bala de Prata, Lucas, Os Garotos Perdidos, Sem Licença Para Dirigir e Um Sonho Diferente e, em particular, colaborou várias vezes com o também ator Corey Feldman. Haim e Feldman, estrelaram um programa televisivo intitulado The Two Coreys, que foi ao ar pela A&E Network em 2007 e 2008.

## Biografia

### 1980
Ele fez sua estreia no thriller Quando se Perde a Ilusão em 1984, atuando ao lado de Sarah Jessica Parker e Robert Downey Jr. como um menino cuja família é ameaçada pelo novo namorado violento de sua mãe, interpretado por Peter Weller. Durante as filmagens Haim foi elogiar Weller em sua performance, quando ele o pegou pelo colarinho, jogou Haim contra uma parede e o avisou para não falar com ele depois de um "take". No entanto, Weller veio a pedir desculpas para Haim pelo incidente e atribuiu ao seu método de atuar, como se ele estivesse tentando ficar no papel do personagem do vilão. Parker lembra que Haim sempre ficava muito próximo dela e seu namorado Downey Jr., que lhe ensinou como aplicar mousse de cabelo, dizendo: "Ele era naturalmente talentoso e um verdadeiro encantador, elas o adoravam".
Em 1985, Haim apareceu em pequenos papéis em Admiradora Secreta e O Romance de Murphy, ao lado de Sally Field. Ele conseguiu o papel de protagonista em Bala de Prata, adaptação do livro de Stephen King para o cinema, interpretando um paraplégico adolescente, que tenta avisar o seu tio (interpretado por Gary Busey) que a pequena cidade está sendo aterrorizada por um lobisomem.
Haim começou a ganhar reconhecimento da indústria, ganhando seu primeiro prêmio Young Artist como um jovem ator excepcional ao estrelar o filme feito para o Canal NBC A Hora de Viver, no qual interpretou brilhantemente o filho de Liza Minnelli, que sofria de distrofia muscular. Enquanto ensaiava em uma rua de Montreal, Minnelli ensinou Haim como andar como alguém com distrofia muscular. Após a filmagem, Haim namorou uma mulher de 23 anos de idade. Na época, o pai de Haim estava agindo como seu empresário, e recusou o papel que seria de River Phoenix em A Costa do Mosquito, ao lado de Harrison Ford. O Produtor Stanley Jaffe se aproximou de Haim e recomendou que ele conseguisse um novo agente em Los Angeles.
O papel de maior destaque de Haim veio em 1986, quando ele estrelou ao lado de Kerri Green, Charlie Sheen e Winona Ryder como o personagem-título em Lucas: A Inocência do Primeiro Amor, uma história sobre o primeiro amor e angústia adolescente, que gira em torno de um garoto inteligente (Haim) que se esforça para aceitação de uma líder de torcida (Green). Haim tinha quatorze anos e se apaixonou por Green. Não percebendo que ela tinha dezoito anos, ele a convidou para sair em um elevador. O amor não correspondido ajudou Haim a se inspirar no seu desempenho com Green no filme. Haim tinha lido o papel de River Phoenix em Conta Comigo enquanto almoçava no quintal do diretor Rob Reiner, e conseguiu o papel no mesmo dia em que lhe foi oferecido Lucas. Mais tarde, ele disse que não teria mudado sua decisão. 
Haim foi nomeado por um desempenho excepcional para um jovem ator em um filme - Comédia ou Drama no Young Artist Awards, por sua performance como Lucas, e o crítico de cinema Roger Ebert deu-lhe um brilhante comentário: "Ele cria um dos personagens mais tridimensionais, complicados e interessantes de qualquer idade, em qualquer filme recente. Se ele puder continuar atuando assim bem, ele nunca vai se tornar uma estrela mirim esquecida, vai continuar a crescer e se tornar um grande ator. Ele é tão bom". Na sequência de Lucas, Haim mudou-se para Los Angeles, e estrelou em 1987 a série de televisão de curta duração Roomies, ao lado de Burt Young.
Em 1987, Haim teve um papel de destaque como Sam Emerson, o mais novo de dois irmãos, um adolescente leitor de quadrinhos que se torna um caçador de vampiros em Os Garotos Perdidos, de Joel Schumacher. Embora tivesse visto Lucas, Schumacher não aceitou logo de início Haim como protagonista de seu filme. O diretor foi convencido em sua primeira reunião na Warner Brothers, o jovem elenco incluía Jason Patric, Kiefer Sutherland e Jami Gertz. Segundo Haim, esse foi "um dos maiores momentos pessoais na minha vida". Além de fazer de Haim uma estrela adolescente, foi durante esse filme que se iniciou sua parceria com Corey Feldman, que se tornou seu melhor amigo fora da tela. Os dois jovens atores já haviam tomado conhecimento um do outro, quando Haim fez teste para viver o Bocão em Os Goonies, que Feldman acabou garantindo o papel. "Os Dois Coreys" se tornaram as estrelas adolescentes mais bem pagas dos anos 80. [ 35 ] Haim visivelmente abraçou os privilégios de sua recente fama, tornando-se regular sua presença no Soda Pop Club Alphy, uma discoteca privada para os atores menores de idade no Hollywood Roosevelt Hotel.
Os Garotos Perdidos foi bem recebida pela maioria dos críticos, fazendo mais de US$ 33 Milhões de Dólares nas bilheterias dos Estados Unidos, e é considerado um clássico dos anos 80. O desempenho rendeu a Haim outra indicação ao Young Artist Award, como Melhor Estrela Jovem Masculina em um Filme.
Na era das Revistas-Teen, como Tiger Beat e Bop, Haim era uma estrela presente praticamente em todas as capas. Haim desfrutava de sua reputação como um galã, ao invés de tentar evitar o rótulo como seus colegas River Phoenix e Johnny Depp.
Haim e Feldman conseguiram um grande número de fãs em uma série de filmes dos amigos juntos, tornando-se uma lista requisitada por jovens adolescentes. Em seguida veio Sem Licença para Dirigir, co-estrelado por Feldman e Heather Graham, em que Haim viveu o papel principal de Les Anderson, cuja vida amorosa é limitada pela falta de um carro, e que alcança sua fantasia dirigindo pelas ruas de Los Angeles em uma noite selvagem.
No período que antecedeu a estreia de Sem licença para dirigir, Haim estava recebendo 2.000 cartas de fãs por semana, e passou seu tempo tentando evitar as adolescentes ficando na Mansão que havia comprado em Los Angeles e morava com sua mãe. Haim ganhou seu segundo Young Artist Award, e o filme faturou mais de US$ 22 milhões de dólares nos Estados Unidos. Haim em seguida estrelou o filme de terror Watchers, adaptado do romance de Dean R. Koontz, no qual ele interpretou um adolescente que faz amizade com um cão altamente inteligente, alterado por testes militares, levando os dois a serem perseguidos.
Haim e Feldman se uniram novamente na comédia romântica Um Sonho Diferente, em que Haim vive Dinger, um aluno com cabelos cheios de mousse e jeans rasgados que andava com uma bengala, depois que sua mãe passou por cima de sua perna em seu Volvo. Quatro dias antes da filmagem que começou em 7 de janeiro de 1988, Haim quebrou a perna. O personagem de Dinger foi reescrito.
A trilha sonora do filme incluía sucessos como "It's The End Of The World As We Know It", do R.E.M,Into the Mystic", de Van Morrison, e "Rock On", de Michael Damian, que chegou a single número um na parada Billboard Hot 100, com Haim e Feldman fazendo participação no video clipe da canção. Nessa fase, Os Dois Corey's tinham atingido um nível de fama e popularidade muito alta em Hollywood, que acabou tornando-os uma "marca". Haim tornou-se fortemente envolvido na década de 1980 em festas jovens de Hollywood.
Haim já estava bebendo cerveja no início da adolescência no set de Lucas em 1985, e um ano mais tarde, ele provou maconha no set de Os Garotos Perdidos. "Eu vivia em Los Angeles nos anos 80, não era o melhor lugar para se estar", disse Haim. "Eu usei cocaína por cerca de um ano e meio, em seguida veio o crack". Mais tarde, ele disse que em Sem licença para dirigir foi o seu "ponto de ruptura" para se tornar dependente.
Em seu retorno depois de férias com a família no Hawaii, em maio de 1989, Haim disse à imprensa que estava limpo por um mês depois e conseguiu sem a ajuda de um programa intensivo de drogas. [ 43 ] "Eu queria estar limpo por mim, não para qualquer outra pessoa", disse Haim. "Eu não estava falando com a minha mãe, eu não estava indo para a escola há quatro meses e meio". Ele acrescentou: "É assustador voltar para a terra" depois de ter sido dependente de narcóticos, mas "é apenas algo que eu tinha que fazer". Haim disse que queria voltar à escola antes de filmar outro grande sucesso novamente em quatro meses, com o diretor Mark Rocco, o filme Blue Moon. O filme nunca foi feito.
Em novembro de 1989, recém-saído da primeira de 15 passagens na reabilitação, Haim lançou um vídeo documentário auto-promocional intitulado Corey Haim: Me, Myself, and I, que seguia um dia da sua vida. Feito de monólogos de Haim à frente da câmera, no entanto, parecia sem foco e sugeria que ele estava sob efeito de drogas durante as filmagens. Foi considerado o "pior filme na época" por X-Entertainment. "Bem, OS meus fãs estão lá fora, se perguntando como "ajudar Corey ', você sabe,' onde está o nosso Corey' As coisas estão acontecendo."
Em mais uma tentativa de recuperar sua imagem saudável, Haim montou uma linha de aconselhamento de drogas pré-gravada para os adolescentes: 1-800 COREY.
O ator Brooke McCarter, colega do filme Garotos Perdidos, começou a administrar a carreira de Haim, em um esforço para mantê-lo limpo.

### 1990
Em 1990, Haim co-estrelou com Patricia Arquette na ficção futurista Rollerboys, realizando muitas de suas próprias cenas de ação. No entanto, como seus problemas com as drogas continuavam, Haim começou a perder seu público principal. Suas performances sofridas e sua carreira no cinema na década de 1990 diminuíram e acabaram com filmes lançados diretamente em vídeos, culminado com uma carreira tão promissora. Jon Hess, diretor de Watchers, lembrou: "Certamente as pessoas sabiam sobre seu vício. Ver alguém tão jovem e com tanto talento já ser perseguido por aqueles demônios era difícil." [
Em 1991, Haim estrelou A Máquina dos Sonhos, lançado direto para vídeo, assim como aconteceu com A Primeira vez de um Adolescente e 00 Kid: Um espião muito especial.
Outros filmes direto para vídeo incluem o filme de suspense erótico de 1992 Envolvidos com o Perigo. Co-estrelado por seu amigo Corey Feldman e Nicole Eggert, com quem Haim estava envolvido romanticamente na época de "00 Kid": mais tarde ela afirmou que no set, médicos facilitavam suas necessidades para mantê-lo bem para gravar. [ 31 ] Ela filmava com Haim durante o dia e passava as noites com ele na sala de emergência "pedindo para médicos uma receita diferente, em seguida, voltar a trabalhar novamente na próxima dia". Na filmagem, Feldman acidentalmente perfurou Haim durante uma cena de luta.
Como histórias de seu uso de drogas continuaram a se espalhar, Haim sofreu uma queda de público, incomum para a época, sua exposição na imprensa era intensa. Suas desventuras foram oferecidas a um nível de atenção comparável à de estrelas adolescentes, como Lindsay Lohan em uma época com a internet.
Ao longo dos próximos dois anos, Haim lançou sequências de dois de seus filmes mais antigos: de 1994, Fast Getaway II (no Brasil, o primeiro filme se chama Um Trapaceiro Genial e o segundo, "A Grande Fuga") e Escola de Mergulho, com Feldman; e de 1995, Life 101: Lembranças de um Amigo e outra sequência, Um Sonho Diferente 2, ao lado de Feldman. Em 1995, Haim também fez o teste, porém sem sucesso, para o papel de Dick Grayson (Robin) no filme de Joel Schumacher, Batman Eternamente. 
Brooke McCarter administrou a carreira de Haim até meados dos anos 90, mas, devido aos problemas com drogas de Haim, eventualmente, ele acabou deixando a carreira de Haim.
Em 1996, Haim atuou em quatro filmes, porém diretamente para vídeo, Loucademia de Esqui, o filme de ação Tensão Máxima, o terror A Maldição do Lago e Busted com seu amigo Feldman, que também dirigiu o filme. Feldman foi forçado a demitir Haim depois que ele se recusou a reduzir seu uso de drogas e ficou inconsciente no set, mais tarde, dizendo que era uma das coisas mais difíceis que ele já teve que fazer. Em seguida, Haim teve um pequeno papel no filme de televisão Merlin: The Quest Begins. Em 1997, ele apareceu em Em nome da Justiça e na sequência de "Tensão Máxima", Demolition University (em que foi creditado como produtor executivo).
Haim quase faliu depois que saiu do filme Paradise Bar, em 1996. Ele foi processado em $ 375.000 por não divulgar seu vício em drogas como uma condição médica preexistente no formulário do seguro. Haim pediu o Capítulo 11 falência proteção em Julho de 1997. De acordo com o relatório de falência, ele devia US $ 100.000 para o IRS , e tinha US $ 100.000 em dívidas pendentes. Em sua posse incluia US $ 100 em dinheiro, Alfa Romeo Spider vermelho 1987, US $ 750 em roupas, um fundo de pensão 31.000 dólares, e os direitos de royalties no valor de 7.500 $. Neste ponto, o papéis no cinema evaporaram.
Em 1999, Haim lançou um filme independente de baixo orçamento conturbado chamada Universal Groove em Montreal, usando tecnologia digital então emergente. O retorno de Haim para o Canadá era de interesse jornalístico, com a filmagem ganhando interesse da imprensa local e repórteres da revista People visitando o set. No entanto, o filme teve problemas de pós-produção fatais, e o filme acabou vazando na internet. Mais de oito anos depois, os cineastas finalmente lançaram uma versão reconstruída do filme online.

## Morte
A causa da morte de Haim foi uma conjunção de pneumonia, problemas cardíacos e respiratórios, e não uma overdose como fora divulgado em primeira instância. A combinação de oito tipos de drogas encontradas em seu corpo não foi suficiente para provocar sua morte .
O ator namorou a atriz Alyssa Milano durante a adolescência, que ao saber da morte de Corey Haim comentou em seu twitter: "Descanse em paz, doce garoto".

## Filmografia

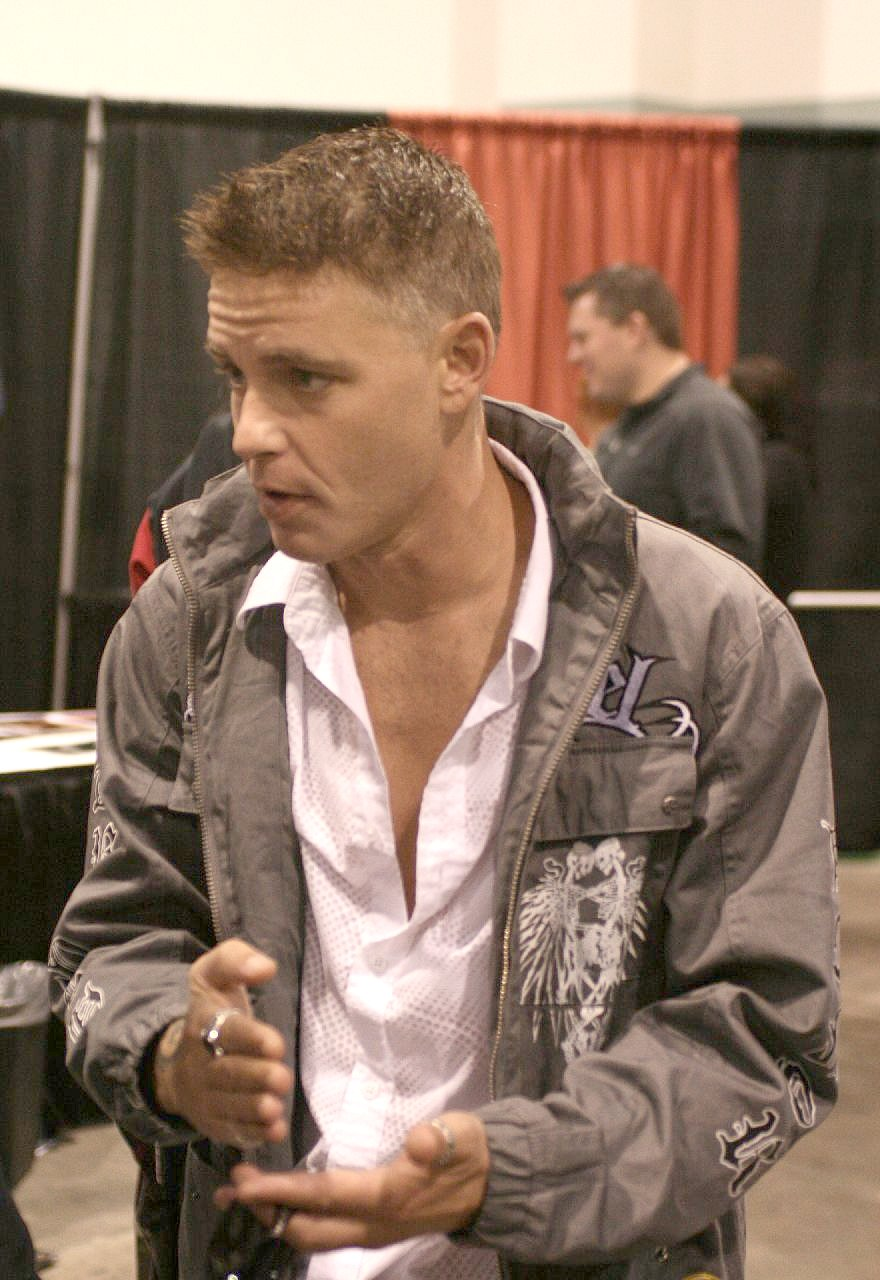
Corey em 2008.

| Filmes      | Filmes                                      | Filmes                      | Filmes                     |
| Ano         | Título                                      | Papel                       | Notas                      |
| ----------- | ------------------------------------------- | --------------------------- | -------------------------- |
| 1984        | Quando Se Perde a Ilusão                    | Brian Livingston            |                            |
| 1985        | Admiradora Secreta                          | Jeff                        | Creditado como Cory Haim   |
| 1985        | Bala de Prata                               | Marty Coslaw                |                            |
| 1985        | Hora de Viver                               | Peter Weisman               | Para TV                    |
| 1985        | O Romance de Murphy                         | Jake Moriarty               |                            |
| 1986        | (Lucas) A Inocência do Primeiro Amor        | Lucas Blye                  |                            |
| 1987        | Os Garotos Perdidos                         | Sam Emerson                 |                            |
| 1988        | Sem Licença Para Dirigir                    | Les Anderson                |                            |
| 1988        | Watchers - O Limite do Terror               | Travis Cornell              |                            |
| 1989        | Um Sonho Diferente                          | Dinger                      |                            |
| 1990        | Rollerboys - Uma Nova Geração de Guerreiros | Griffin                     |                            |
| 1991        | Um Trapaceiro Genial                        | Nelson Potter               | Direto para Video          |
| 1991        | A Máquina dos Sonhos                        | Barry Davis                 | Direto para Video          |
| 1992        | Envolvidos com o Perigo                     | Rich                        |                            |
| 1992        | A Primeira Vez de um Adolescente            | Eric                        | Direto para Video          |
| 1992        | 00 Kid Um Espião Muito Especial             | Lance Elliot                | Direto para Video          |
| 1993        | Double Switch                               | Eddie                       | Vídeo Game                 |
| 1993        | Uma Garota Muito Especial                   | Chris Calder                |                            |
| 1994        | Escola de Mergulho                          | Dave                        | Direto para Video          |
| 1994        | A Grande Fuga                               | Nelson Potter               | Direto para Video          |
| 1995        | Um Sonho Diferente 2                        | Dinger Holfield             | Direto para Video          |
| 1995        | Life 101 (Lembranças de um Amigo)           | Ramsy                       | Direto para Video          |
| 1996        | Shooter on the Side                         |                             |                            |
| 1996        | Loucademia de Esqui                         | Chris Barry                 | Direto para Video          |
| 1996        | A Maldição do Lago                          | Albert                      | Direto para Video          |
| 1996        | Tensão Máxima                               | Lenny Slater                | Direto para Video          |
| 1997        | Demolition University                       | Lenny Slater                | Direto para Video          |
| 1997        | Em Nome da Justiça                          | Max                         |                            |
| 1997        | Busted                                      | Clifford                    | Direto para Video          |
| 1998        | Merlin: The Quest Begins                    | Wilf                        | Para TV                    |
| 2000        | Alvo Errado                                 | Marty                       | Para TV                    |
| 2002        | The Back Lot Murders                        | Tony                        |                            |
| 2007        | Universal Groove                            | Jim                         |                            |
| 2008        | Garotos Perdidos: A Tribo                   | Sam Emerson                 | Direto para Video          |
| 2009        | Adrenalina 2                                | Randy                       |                            |
| 2009        | New Terminal Hotel ou Do not Disturb        | Jasper Crash                | Direto para Video          |
| 2009        | American Sunset                             | Tom Marlow                  |                            |
| 2010        | Shark City                                  | Chip Davis                  |                            |
| 2010        | Decisions                                   | Det. Lou Andreas            | Último Filme               |
| 2010        | The Dead Sea                                | Oso                         | Nome apenas nos créditos   |
| 2010        | The Throwaways                              |                             | Pré produção               |
| 2010        | Buds                                        | Gerke                       | Pré produção               |
| 2010        | The Science of Cool                         |                             | Pré produção               |
| 2010        | A Detour in Life                            | James                       | Pré produção               |
| 2010        | SAD (Standard American Diet)                | Matt Domain                 | Pré produção               |
| Televisão   |                                             |                             |                            |
| Ano         | Título                                      | Papel                       | Notas                      |
| 1984 / 1985 | The Edison Twins                            | Larry                       | 26 episódios               |
| 1987        | Roomies                                     | Matthew Wiggins             | 8 episódios                |
| 1998        | PSI Factor: Chronicles of the Paranormal    | Pesquisa interna do projeto | 1 episódio                 |
| 2007-2008   | The Two Coreys                              | Ele mesmo                   | reality show, 19 episódios |

## Prêmios e Indicações
| Prêmios | Prêmios   | Prêmios             | Prêmios                                                                      | Prêmios                      |
| Ano     | Resultado | Premiação           | Categoria                                                                    | Título                       |
| ------- | --------- | ------------------- | ---------------------------------------------------------------------------- | ---------------------------- |
| 1986    | Indicado  | Young Artist Awards | Performance Excepcional de Jovem Ator - Filme                                | Firstborn                    |
| 1987    | Indicado  | Young Artist Awards | Performance Excepcional de Jovem Ator Estrelando um Filme - Comédia ou Drama | A Inocência do Primeiro Amor |
| 1987    | Venceu    | Young Artist Awards | Jovem Ator Excepcional Estrelando um Especial de TV ou Filme da Semana       | A Time to Live               |
| 1988    | Indicado  | Young Artist Awards | Melhor Jovem Superstar Masculino em Filme                                    | Os Garotos Perdidos          |
| 1988    | Indicado  | Saturn Awards       | Melhor Performance de Jovem Ator                                             | Os Garotos Perdidos          |
| 1989    | Venceu    | Young Artist Awards | Melhor Ator Jovem em Filme de Comédia ou Fantasia                            | Sem Licença Para Dirigir     |
| 1990    | Indicado  | Saturn Awards       | Melhor Performance de Jovem Ator                                             | Watchers                     |
| 1992    | Indicado  | Saturn Awards       | Melhor Performance de Jovem Ator                                             | Prayer of the Rollerboys     |